# Jan Spychalski (piłkarz)
Jan Spychalski (ur. 21 grudnia 1963 w Kępnie) – polski piłkarz, grający na pozycji pomocnika, trener piłkarski.

## Kariera
Jest wychowankiem Polonii Kępno. W latach 1985–1987 grał w Motorze Praszka. W 1987 roku przeszedł do Rakowa Częstochowa. W barwach tego klubu grał do 1999 roku, występując w ponad 400 meczach, w tym 121 w I lidze. Zdobył dla klubu 77 bramek, w tym 15 w I lidze. Dwukrotnie grał w ćwierćfinale Pucharu Polski w 1995 i 1996 roku.
Następnie był zawodnikiem Dyskobolii Grodzisk Wielkopolski i Warty Zawiercie. Karierę zawodniczą kończył w Orle Kiedrzyn.
Po zakończeniu kariery piłkarskiej był trenerem takich klubów, jak Orzeł Kiedrzyn, Unia Rędziny czy Gmina Kłomnice.
W 2021 r. został wybrany przez redakcję portalu igol.pl oraz kibiców do jedenastki stulecia Rakowa.

## Statystyki ligowe
| Sezon         | Klub                             | Liga     | Mecze | Gole |
| ------------- | -------------------------------- | -------- | ----- | ---- |
| 1985/1986     | Motor Praszka                    | III liga | ?     | ?    |
| 1986/1987     | Motor Praszka                    | III liga | ?     | ?    |
| 1987/1988     | Raków Częstochowa                | III liga | ?     | ?    |
| 1988/1989     | Raków Częstochowa                | III liga | ?     | ?    |
| 1989/1990     | Raków Częstochowa                | III liga | ?     | ?    |
| 1990/1991     | Raków Częstochowa                | II liga  | 38    | 8    |
| 1991/1992     | Raków Częstochowa                | II liga  | 27    | 4    |
| 1992/1993     | Raków Częstochowa                | II liga  | 33    | 1    |
| 1993/1994     | Raków Częstochowa                | II liga  | 33    | 6    |
| 1994/1995     | Raków Częstochowa                | I liga   | 32    | 8    |
| 1995/1996     | Raków Częstochowa                | I liga   | 33    | 1    |
| 1996/1997     | Raków Częstochowa                | I liga   | 28    | 5    |
| 1997/1998     | Raków Częstochowa                | I liga   | 28    | 1    |
| 1998/1999     | Raków Częstochowa                | II liga  | 22    | 8    |
| 1999/2000 (j) | Raków Częstochowa                | II liga  | 14    | 2    |
| 1999/2000     | Dyskobolia Grodzisk Wielkopolski | I liga   | 11    | 0    |
| 2000/2001 (j) | Warta Zawiercie                  | III liga | ?     | ?    |

## Sukcesy

### Klubowe

#### Raków Częstochowa
- Mistrzostwo grupy III ligiː 1989/1990
- Mistrzostwo grupy II ligiː 1993/1994